# Agrosuper
Agrosuper S.A. es un holding de empresas alimentarias chilenas, dedicadas particularmente a la producción, distribución y comercialización de alimentos frescos y congelados de cerdo, aves (pollos y pavos), salmones y productos procesados (cecinas).
Las empresas Agrosuper tienen ventas totales de más de US$ 1100 millones y un personal permanente de más de 14.000 trabajadores. El mercado de los pollos lo lidera su marca Super Pollo, la cual registra ventas anuales superiores a las 223.000 toneladas, que representan el 55% de participación del mercado nacional.[cita requerida]

## Historia
En 1955 se inicia la historia de la empresa fundada por el empresario Gonzalo Vial Vial (fallecido en 2024) con la producción de huevos en la localidad de Lo Miranda, Región de O'Higgins. Cinco años más tarde, el negocio se expande hacia la producción y comercialización de pollos vivos y en 1974 se amplía hacia el procesamiento y comercialización de carne de pollo, lo que marca el inicio de las actividades que desarrolla actualmente a través de la marca Super Pollo.
En 1983 la compañía ingresa al negocio de la carne de cerdo, aprovechando la experiencia en la crianza de animales vivos y la infraestructura existente, y seis años más tarde, la compañía ingresa al negocio de la elaboración de cecinas. Además, ese mismo año se inicia la producción y comercialización de truchas y salmones.
Durante la última década Agrosuper abrió oficinas en Italia (2002), Estados Unidos (2003), Japón (2004), México (2005), China (2009), Brasil, Hong Kong (2012) y Corea del Sur (2015).
En 2011, Agrosuper asume el control mayoritario de la compañía productora de pavos Sopraval. En 2019, se compra AquaChile, marca de salmones.

## Filiales
- Agrosuper.
- Super Pollo (pollos).
- Super Cerdo (cerdos).
- Sopraval (pavos).
- Super Salmón (salmones).
- Super Fruit (Fruta).
- La Crianza (cecinas).
- Súper Beef.
- Pollos King.
- Pancho Pollo.
- Santi.
- Andes Butas.
- Chao Bas.

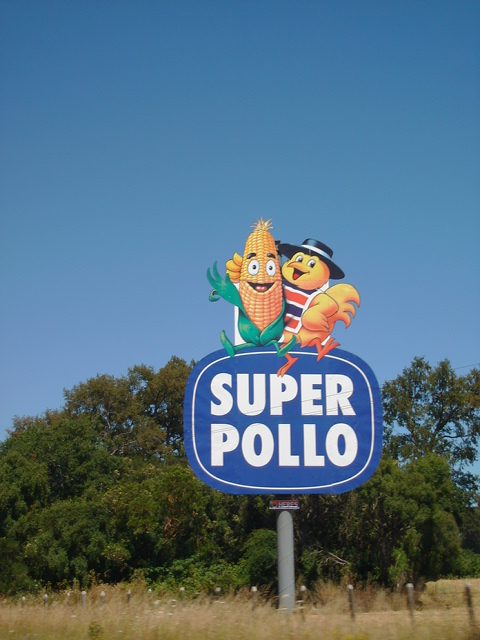
Aviso caminero de Super Pollo, principal marca de Agrosuper.

- Frutos del Maipo (fruta congelada).
- AquaChile (salmones).

## Controversias

### Problemas ambientales

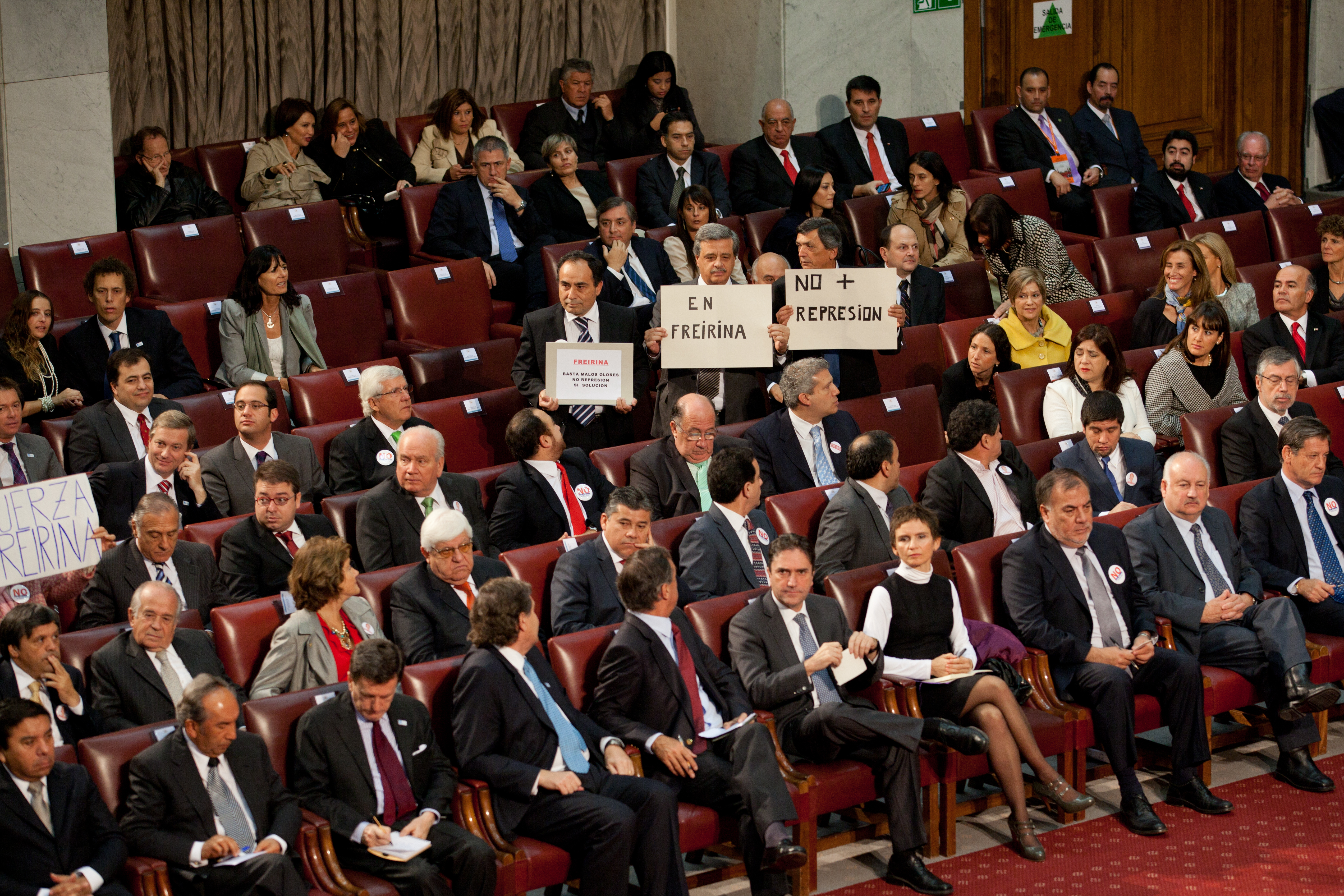
Parlamentarios chilenos protestando por el conflicto de Agrosuper en Freirina, durante el discurso del 21 de mayo de 2012.

En mayo de 2012, una planta de la empresa ubicada en el pueblo de Freirina, Provincia de Huasco, dedicada a la distribución de carne de cerdo, causó polémica luego de que tras su cierre por malos olores, dejara abandonados a 450 mil cerdos en el lugar, los cuales de no ser atendidos morirían por falta de alimentación, ocasionando serios problemas sanitarios para la localidad. Finalmente, luego de diversas presiones por parte de autoridades públicas, el gerente General de Agrosuper, José Guzmán, declaró que todos los cerdos serían sacrificados en plantas procesadoras de carne. El gobierno calificó el hecho como una «catástrofe sanitaria» y presionó a la empresa para realizar un plan de contingencia. José Guzmán, gerente general de Agrosuper, declaró a través del sitio web de la empresa que lamentaban las molestias ocasionadas.
A esa denuncia se suman las de habitantes aledaños a otras plantas de la empresa, ubicadas en la Región de O'Higgins y San Pedro de Melipilla.

### Colusión de precios en el mercado de la carne de pollo
El Tribunal de Defensa de la Libre Competencia (TDLC) sancionó a Agrosuper, Ariztía y Don Pollo — los tres mayores productores y comercializadores de granjas avícolas bajo crianza masiva — por haber formado un cartel para obtener beneficios económicos con la alteración del precio de la carne de pollo entre 2008 y 2011, formando parte puntualmente con este producto en el caso de colusión de supermercados en Chile. El fallo del TDLC fue ratificado por la Corte Suprema de Chile, quien además aumentó las sanciones económicas.